# Morropón
Morropón es una ciudad peruana, capital del distrito homónimo ubicada en la provincia de Morropón en el departamento de Piura.
Se encuentra a 80 kilómetros de la ciudad de Piura. Fue conocida antiguamente como Piura la Vieja porque allí se asentó la ciudad de Piura por un tiempo, antes de trasladarse a su ubicación actual.

## Demografía
En 2017 Morropón tenía una población de 8949 habitantes y 3285 viviendas.
| Gráfica de evolución demográfica de Morropón entre 1940 y 2017 |
|                                                                |
| Fuentes: Población 1940, 1993 y 2017                           |

## Cultura
Morropón es conocida por sus cultores de géneros musicales como el tondero y  la cumanana; en que guitarristas y poetas campesinos cantan, en sus creaciones, nostalgias de tiempos pasados. También es conocida por sus artesanos que trabajan la plata con la iconografía local.
En Morropón se asentaron diferentes etnias y culturas. Primero estuvieron los antiguos Tacllanes y la cultura Vicús. Llegaron migrantes de la cercanía andina y luego los españoles que trajeron una gran cantidad de campesinos de origen "gitano" (romaní) y también esclavos negros de Madagascar que vinieron para trabajar el arroz y la caña. 
Es gracias a este mestizaje que Morropón no sólo es conocido por sus campos sino por sus habitantes bohemios. Dentro de la herencia del Tondero y la Cumanana se recogen coplas gitanas del este de Europa, seguiriyas y ritmos similares a las bulerías. También se nota una herencia rítmica agregada de origen africano en el "Checo" (instrumento de calabaza seca) y el presente Yaraví mestizo andino en las cuerdas del conocido triste.

## Geografía

### Clima
| Parámetros climáticos promedio de Morropon                            | Parámetros climáticos promedio de Morropon | Parámetros climáticos promedio de Morropon | Parámetros climáticos promedio de Morropon | Parámetros climáticos promedio de Morropon | Parámetros climáticos promedio de Morropon | Parámetros climáticos promedio de Morropon | Parámetros climáticos promedio de Morropon | Parámetros climáticos promedio de Morropon | Parámetros climáticos promedio de Morropon | Parámetros climáticos promedio de Morropon | Parámetros climáticos promedio de Morropon | Parámetros climáticos promedio de Morropon | Parámetros climáticos promedio de Morropon |
| Mes                                                                   | Ene.                                       | Feb.                                       | Mar.                                       | Abr.                                       | May.                                       | Jun.                                       | Jul.                                       | Ago.                                       | Sep.                                       | Oct.                                       | Nov.                                       | Dic.                                       | Anual                                      |
| --------------------------------------------------------------------- | ------------------------------------------ | ------------------------------------------ | ------------------------------------------ | ------------------------------------------ | ------------------------------------------ | ------------------------------------------ | ------------------------------------------ | ------------------------------------------ | ------------------------------------------ | ------------------------------------------ | ------------------------------------------ | ------------------------------------------ | ------------------------------------------ |
| Temp. máx. abs. (°C)                                                  | 41                                         | 42                                         | 41                                         | 40                                         | 38                                         | 33.1                                       | 32.2                                       | 33                                         | 34                                         | 35.2                                       | 37.2                                       | 40                                         | 42                                         |
| Temp. máx. media (°C)                                                 | 32.7                                       | 33.3                                       | 32.7                                       | 32.7                                       | 31.5                                       | 29.5                                       | 28.5                                       | 28.7                                       | 29.7                                       | 30.6                                       | 30.9                                       | 32.3                                       | 31.1                                       |
| Temp. media (°C)                                                      | 26.5                                       | 27.2                                       | 26.7                                       | 26.5                                       | 25.6                                       | 23.5                                       | 22.7                                       | 22.6                                       | 23.5                                       | 24.2                                       | 24.4                                       | 25.7                                       | 24.9                                       |
| Temp. mín. media (°C)                                                 | 20.4                                       | 21.1                                       | 20.8                                       | 20.3                                       | 19.7                                       | 17.6                                       | 16.9                                       | 16.6                                       | 17.3                                       | 17.8                                       | 17.9                                       | 19.1                                       | 18.8                                       |
| Temp. mín. abs. (°C)                                                  | 14.3                                       | 14                                         | 17.3                                       | 15.4                                       | 14                                         | 10                                         | 11.4                                       | 11                                         | 12                                         | 12                                         | 13                                         | 14                                         | 10                                         |
| Precipitación total (mm)                                              | 24                                         | 59                                         | 112                                        | 46                                         | 3                                          | 1                                          | 0                                          | 1                                          | 0                                          | 1                                          | 2                                          | 3                                          | 252                                        |
| Fuente: Climate-data.org(http://es.climate-data.org/location/875148/) |                                            |                                            |                                            |                                            |                                            |                                            |                                            |                                            |                                            |                                            |                                            |                                            |                                            |

## Capital del Tondero
La Capital del Tondero es el DISTRITO DE MORROPON en la provincia de Morropón, perteneciente al departamento de Piura. EL DISTRITO DE MORROPÓN, es conocido por ser La "Cuna del Tondero" y la "Cuna de la Cumanana". 
Morropón, ubicada entre desiertos, algarrobos, cerros y sabanas tropicales con un clima de yunga de la costa norte del Perú, aún conserva parte su vida campestre, de ex hacienda y parte de su cultura colonial. Es famosa por sus personajes de origen campestre, dentro de los cuales destacan sus decimistas y cajoneros de raza negra malgache quien recitan alegremente la pícara cumanana, sus piajenos errantes (personajes populares) que cantan el tondero y el triste con gran devoción, son personajes descendientes de antiguos gitanos y españoles hacendados que vinieron de Cajamarca y que se negaron a migrar a la ciudad de Piura. Finalmente, también es conocida por sus habitantes mestizos descendientes en gran parte de los Vicus y españoles.
Morropón también es conocida por su cálido clima (promedio superior a los 25;°C).